# Еймс (Нью-Йорк)
Еймс (англ. Ames) — селище (англ. village) в США, в окрузі Монтгомері штату Нью-Йорк. Населення — 138 осіб (2020).

## Географія
Еймс розташований за координатами 42°50′15″ пн. ш. 74°36′6″ зх. д. / 42.83750° пн. ш. 74.60167° зх. д. (42.837468, -74.601681).  За даними Бюро перепису населення США в 2010 році селище мало площу 0,34 км², уся площа — суходіл.

## Демографія
Згідно з переписом 2010 року, у селищі мешкало 145 осіб у 61 домогосподарстві у складі 37 родин. Густота населення становила 428 осіб/км².  Було 66 помешкань (195/км²).
Расовий склад населення:
| - 99,3 % — білих |

До двох чи більше рас належало 0,0 %. Частка іспаномовних становила 1,4 % від усіх жителів.
За віковим діапазоном населення розподілялося таким чином: 20,0 % — особи молодші 18 років, 57,9 % — особи у віці 18—64 років, 22,1 % — особи у віці 65 років та старші. Медіана віку мешканця становила 46,3 року. На 100 осіб жіночої статі у селищі припадало 107,1 чоловіків;  на 100 жінок у віці від 18 років та старших — 107,1 чоловіків також старших 18 років.
Середній дохід на одне домашнє господарство  становив 73 279 доларів США (медіана — 61 667), а середній дохід на одну сім'ю — 79 566 доларів (медіана — 76 250). 
Цивільне працевлаштоване населення становило 76 осіб. Основні галузі зайнятості: освіта, охорона здоров'я та соціальна допомога — 19,7 %, виробництво — 17,1 %, інформація — 13,2 %, оптова торгівля — 11,8 %.